# República Democrática da Somália
A República Democrática da Somália foi o nome que o regime Leninista que o antigo Presidente da Somália, major-general Mohamed Siad Barre, deu à Somália após sua tomada de poder durante o golpe de estado sem derramamento de sangue que executou em 1969. O "putsch" veio alguns dias depois, com o assassinato de Abdirashid Ali Shermarke (segundo presidente do país), por um de seus próprios guarda-costas. A administração de Barre governaria a Somália utilizando uma mistura entre a retórica socialista com princípios do Islamismo pelos próximos 21 anos, até a eclosão da guerra civil em 1991.
Hoje em dia a Somália adota, um regime de extrema direita e vive em uma guerra civil.